# Dryophytes gratiosus
Espèce
Statut de conservation UICN

 LC  : Préoccupation mineure
Synonymes
- Hyla gratiosa Le Conte, 1856

Dryophytes gratiosus est une espèce d'amphibiens de la famille des Hylidae.

## Description
Dryophytes gratiosus est la plus grosse grenouille arboricole native des États-Unis. Elle mesure 5 à 7 cm. Elle peut avoir différentes couleurs mais est facilement reconnaissable aux marques rondes noires sur son dos. Des individus peuvent être verts brillant ou terne, bruns, jaunâtres ou gris. Elle a le bout des doigts ronds. Le mâle a un gros sac vocal.

## Répartition
Cette espèce est endémique des États-Unis. Elle se rencontre dans les États de l'Est du pays :
- dans le nord du Delaware ;
- dans l'est du Maryland ;
- dans le sud-est de la Virginie ;
- dans l'est de la Caroline du Nord ;
- dans la moitié sud de la Caroline du Sud ;
- dans la moitié sud de la Géorgie ;
- en Floride ;
- en Alabama ;
- dans le Sud et le Nord du Mississippi ;
- au Tennessee ;
- dans l'ouest du Kentucky ;
- dans l'est de la Louisiane.

## Publication originale
- LeConte, 1856 : Description of a new species of Hyla from Georgia. Proceedings of the Academy of Natural Sciences of Philadelphia, vol. 8, p. 146 (texte intégral).